# Asplenium cariocanum
Asplenium cariocanum är en svartbräkenväxtart som beskrevs av Alexander Curt Brade. Asplenium cariocanum ingår i släktet Asplenium och familjen Aspleniaceae. Inga underarter finns listade.